# Sergio Agüero
Sergio Leonel Agüero del Castillo (sinh ngày 2 tháng 6 năm 1988), hay còn được gọi là Kun Agüero, là một cựu cầu thủ bóng đá chuyên nghiệp người Argentina từng thi đấu ở vị trí tiền đạo. Là người dành phần lớn sự nghiệp thi đấu cho Manchester City, anh được đánh giá là một trong những tiền đạo xuất sắc nhất thế giới trong thế hệ của mình và là một trong những cầu thủ vĩ đại nhất mọi thời đại trong lịch sử Premier League. Ngoài ra, anh là cầu thủ ghi nhiều bàn thắng nhất mọi thời đại của Manchester City và giữ kỷ lục lập nhiều hat-trick nhất tại giải đấu với 12 lần có được.
Agüero bắt đầu sự nghiệp của mình tại câu lạc bộ Argentina Independiente, nơi vào ngày 5 tháng 7 năm 2003, anh trở thành cầu thủ trẻ nhất chơi ở Argentine Primera División sau 15 tuổi 35 ngày, phá kỷ lục 27 năm do Diego Maradona thiết lập trước đó. Năm 2006, Agüero chuyển đến câu lạc bộ La Liga Atlético Madrid với giá chuyển nhượng trị giá 23 triệu euro, khẳng định mình là một trong những cầu thủ trẻ xuất sắc nhất thế giới và là một trong những cầu thủ ghi nhiều bàn thắng nhất ở La Liga, giành được Don Balón, Golden Boy và Cầu thủ trẻ xuất sắc nhất năm của bóng đá thế giới. Aguero cũng đã vô địch UEFA Europa League và UEFA Super Cup khi ở Madrid.
Năm 2011, Agüero đã ký hợp đồng với câu lạc bộ Manchester City trong một vụ chuyển nhượng với mức phí được báo cáo là 35 triệu bảng. Trong 10 năm ở câu lạc bộ, anh đã giành được năm chức vô địch, đáng chú ý là ghi bàn thắng vào phút cuối trong trận đấu cuối cùng của mùa giải đầu tiên để giành chức vô địch giải đấu đầu tiên sau 44 năm cho câu lạc bộ. Các danh hiệu khác với câu lạc bộ bao gồm kỷ lục sáu cúp EFL và một cúp FA; tuy nhiên anh lại không đá chính ngay từ đầu trong trận chung kết UEFA Champions League đầu tiên của câu lạc bộ. Agüero đã giành được Chiếc giày vàng Premier League và hai lần được đưa vào Đội hình xuất sắc nhất năm của PFA. Anh là cầu thủ ghi bàn thứ năm mọi thời đại tại Premier League và là cầu thủ ghi bàn nhiều nhất không phải người Anh trong giải đấu với 184 bàn thắng. Anh giữ kỷ lục cầu thủ ghi nhiều bàn thắng nhất tại Premier League cho bất kỳ câu lạc bộ nào cho đến khi bị Harry Kane vượt qua vào năm 2022. Năm 2021, anh gia nhập Barcelona theo dạng chuyển nhượng tự do, song phải từ giã sự nghiệp bóng đá ở tuổi 33 vì vấn đề sức khỏe trầm trọng.
Trong màu áo đội tuyển quốc gia, Agüero đã đại diện cho đội tuyển U-20 Argentina vô địch Giải vô địch bóng đá U-20 thế giới vào các năm 2005 và 2007. Anh thi đấu tại Thế vận hội Mùa hè 2008, ghi hai bàn trong trận bán kết với Brasil để giúp cho Argentina giành huy chương vàng chung cuộc. Agüero là cầu thủ ghi bàn nhiều thứ ba mọi thời đại của Argentina và đã có hơn 100 lần khoác áo đội tuyển quốc gia này, đại diện cho đội tuyển tham gia tại ba kỳ FIFA World Cup (2010, 2014 và 2018) và năm kỳ Copa América (2011, 2015, 2016, 2019 và 2021), và anh đã vô địch ở giải đấu sau đó.

## Sự nghiệp cấp câu lạc bộ

### Independiente

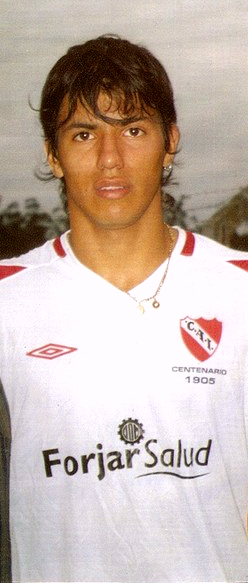
Agüero với Independiente năm 2005

Sergio Agüero gia nhập lò đào tạo trẻ của Independiente, khi mới 9 tuổi. Anh bắt đầu thi đấu cho đội bóng, trở thành cầu thủ trẻ nhất ra mắt ở giải hạng nhất lúc 15 tuổi 35 ngày (vào ngày 5 tháng 7 năm 2003 trong trận đấu với Club Atlético San Lorenzo de Almagro), khi huấn luyện viên của Independiente, Oscar Ruggeri tung Agüero vào sân như một cầu thủ dự bị. thay thế cho Emanuel Rivas ở phút thứ 69 của trận đấu. Màn trình diễn của anh được báo chí đón nhận nồng nhiệt. Mặc dù ra mắt sớm, anh ấy đã không được chọn lại bởi Ruggeri và người thay thế anh ấy là Osvaldo Sosa, trong phần còn lại của mùa giải 2002–03, chỉ xuất hiện một lần trong Torneo Clausura. Sau sự xuất hiện của huấn luyện viên Jose Omar Pastoriza, bảy tháng sau trận đấu đầu tiên của Agüero, anh trở lại đội một của câu lạc bộ trong chiến thắng 4–2 trước Cienciano của Peru trong vòng bảng của Copa Libertadores 2004. Điều này có nghĩa là anh ấy cũng trở thành cầu thủ trẻ nhất tham dự Copa Libertadores, kỷ lục mà anh ấy đã nắm giữ trong ba năm. Một tháng sau, Agüero lại góp mặt trong trận đấu Copa Libertadores gặp El Nacional. Vào ngày 19 tháng 6, lần đầu tiên Agüero chơi trọn vẹn 90 phút cho Independiente trước Atlético de Rafaela tại Torneo Clausura. Anh ghi bàn thắng đầu tiên cho Independiente trong trận hòa 2–2 trước Estudiantes vào ngày 26 tháng 11, với một cú sút ở phút thứ 22 từ ngoài vòng cấm. Agüero được ra sân thường xuyên trong đội một của câu lạc bộ, được chọn vào đội tuyển U-20 Argentina tham dự Giải vô địch bóng đá U-20 thế giới 2005, giải đấu mà Argentina đã vô địch.
Trong mùa giải 2005–06 , Agüero ghi 18 bàn sau 36 lần ra sân ở giải VĐQG, vắng mặt 2 trận do án treo giò. Trong chiến thắng 4–0 trước Racing vào ngày 11 tháng 9, anh lừa bóng từ bên trong phần sân của mình và ghi bàn thắng thứ tư cho Independiente bằng một cú sút chân trái. Thẻ đỏ đầu tiên của anh là ở Torneo Apertura, sau khi tát một đối thủ trong trận đấu với Tiro Federal. Màn trình diễn xuất sắc của anh ấy trong Torneo Apertura đã thu hút sự quan tâm từ một số câu lạc bộ lớn ở châu Âu, và sau nhiều tháng đồn đoán, Agüero đã thông báo trên TV vào tháng 4 rằng anh ấy có ý định rời câu lạc bộ vào cuối mùa giải. Trước khi mùa giải kết thúc, đã có nhiều đồn đoán về khả năng chuyển đến Atlético Madrid. Với màn trình diễn của anh ấy được báo chí ca ngợi, đã có tin đồn về việc có thể gọi Agüero cho FIFA World Cup 2006. Trong chiến thắng 2–0 trên sân khách trước Olimpo de Bahia Blanca ở vòng 17 Torneo Clausura, Agüero nhận thẻ vàng thứ năm trong mùa giải. Điều này khiến anh ấy không thể chơi trận cuối cùng cho Independiente trong trận đấu với Boca Juniors ở Avellaneda một tuần sau đó. Chiếc thẻ vàng khiến anh rơm rớm nước mắt khi camera truyền hình ghi lại. Agüero, người đã ghi bàn thắng thứ hai cho Independiente trong trận đấu sau đó nói "Tôi nghĩ rằng đó là bàn thắng cuối cùng của tôi cho Independiente". Anh ấy chơi trận cuối cùng cho Independiente, hai tuần sau, trong trận thua 0–2 trước Rosario Central. Vào ngày 30 tháng 5, Agüero chính thức chuyển đến Atlético Madrid với giá 20 triệu euro, đánh dấu một kỷ lục cho câu lạc bộ.

### Atlético Madrid

#### 2006–09: Chuyển nhượng và nhanh chóng trở thành ngôi sao

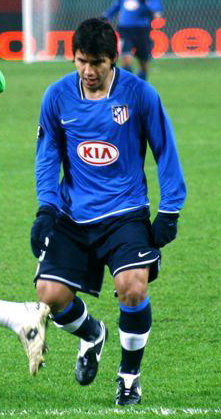
Agüero thi đấu cho Atlético Madrid năm 2007

Vào tháng 5 năm 2006, Agüero gia nhập câu lạc bộ Tây Ban Nha Atlético Madrid với mức phí được cho là khoảng 20 triệu euro, phá vỡ kỷ lục chuyển nhượng trước đó của câu lạc bộ. Anh ấy đã gây ra tranh cãi ngay từ đầu trong sự nghiệp Atlético của mình khi dùng tay ghi bàn thắng quyết định vào lưới Recreativo Huelva vào ngày 14 tháng 10 năm 2006, bàn thắng thứ hai của anh ấy cho câu lạc bộ, với bàn thắng đầu tiên là chiến thắng 4–1 trên sân khách gặp Athletic Bilbao vào ngày 17 tháng 9. Anh đã kết thúc mùa giải đầu tiên của mình ở Madrid với bảy bàn thắng trên mọi đấu trường, được huấn luyện viên Javier Aguirre đưa vào bóng đá châu Âu, người đã chọn đưa anh ấy vào và ra khỏi đội hình khi Atlético kết thúc ở vị trí thứ bảy, đủ điều kiện tham dự UEFA Intertoto Cup.
Sau sự ra đi của đối tác trên hàng công Fernando Torres tới Liverpool vào mùa hè năm 2007, Agüero đảm bảo suất đá chính cho Rojiblancos và nhanh chóng được cho là cầu thủ quan trọng nhất của đội khi mới 19 tuổi. Trong mùa giải 2007–08, anh ghi bàn nhiều thứ ba ở La Liga, sau Daniel Güiza và Luís Fabiano, với 19 bàn thắng, và là á quân trong giải thưởng Trofeo Alfredo Di Stéfano. Agüero giành được nhiều lời khen ngợi cho cầu thủ xuất sắc nhất trận đấu với Barcelona vào tháng 3 năm 2008, ghi hai bàn, kiến tạo một bàn và giành được một quả phạt đền cho Atlético trong chiến thắng 4–2. Anh ấy cũng đã ghi những bàn thắng quan trọng vào lưới Real Madrid, Valencia, Sevilla và Villarreal để giúp Atlético cán đích ở vị trí thứ tư và đủ điều kiện tham dự UEFA Champions League lần đầu tiên sau hơn mười năm.
Agüero một lần nữa là cầu thủ ghi bàn thường xuyên cho Atlético trong mùa giải 2008–09, tiếp tục thiết lập mối quan hệ đối tác ăn ý với tiền đạo người Uruguay Diego Forlán, cũng là một cựu cầu thủ của Independiente. Vào ngày 16 tháng 9, anh ghi bàn thắng đầu tiên tại Champions League trong chiến thắng 3–0 trên sân khách trước PSV Eindhoven, giúp Atlético cuối cùng lọt vào vòng 16 đội của giải đấu. Vào tháng 3 năm 2009, Forlán và Agüero mỗi người ghi một cú đúp trong chiến thắng 4–3 trước đội đầu bảng Barcelona, người ghi bàn thắng quyết định ở những phút cuối cùng của trận đấu. Với sự giúp đỡ của những bàn thắng quan trọng hơn trong một trận đấu đáng gờm vào cuối mùa giải từ đội của anh ấy, Agüero đã lọt vào danh sách mười ứng cử viên hàng đầu cho Pichichi Trophy, giải đấu đã được đồng đội của anh ấy là Forlán giành được. Atlético đứng thứ tư tại giải đấu, đủ điều kiện tham dự Champions League mùa giải tiếp theo.

#### 2009–11: Vô địch UEFA Europa League và ra đi
Mặc dù không sung mãn trước khung gỗ, Agüero đã có một mùa giải tốt khác trong 2009–10, và được khen ngợi vì những màn trình diễn có ảnh hưởng của anh ấy khi Atlético tận hưởng mùa giải thành công nhất của họ trong hơn một thập kỷ. Vào ngày 3 tháng 11 năm 2009, anh ghi hai bàn vào lưới Chelsea trong trận hòa 2–2 ở Champions League tại Vicente Calderón. Atlético đã bị loại khỏi giải, nhưng đã lọt vào trận chung kết của UEFA Europa League 2009–10, nơi Agüero kiến tạo cả hai bàn thắng trong chiến thắng 2–1 trong hiệp phụ trước câu lạc bộ Anh Fulham. Anh ấy cũng đã giúp Atlético lọt vào trận chung kết Copa del Rey, mặc dù lần này họ không chiến thắng, để thua Sevilla tại Camp Nou vào ngày 19 tháng 5.

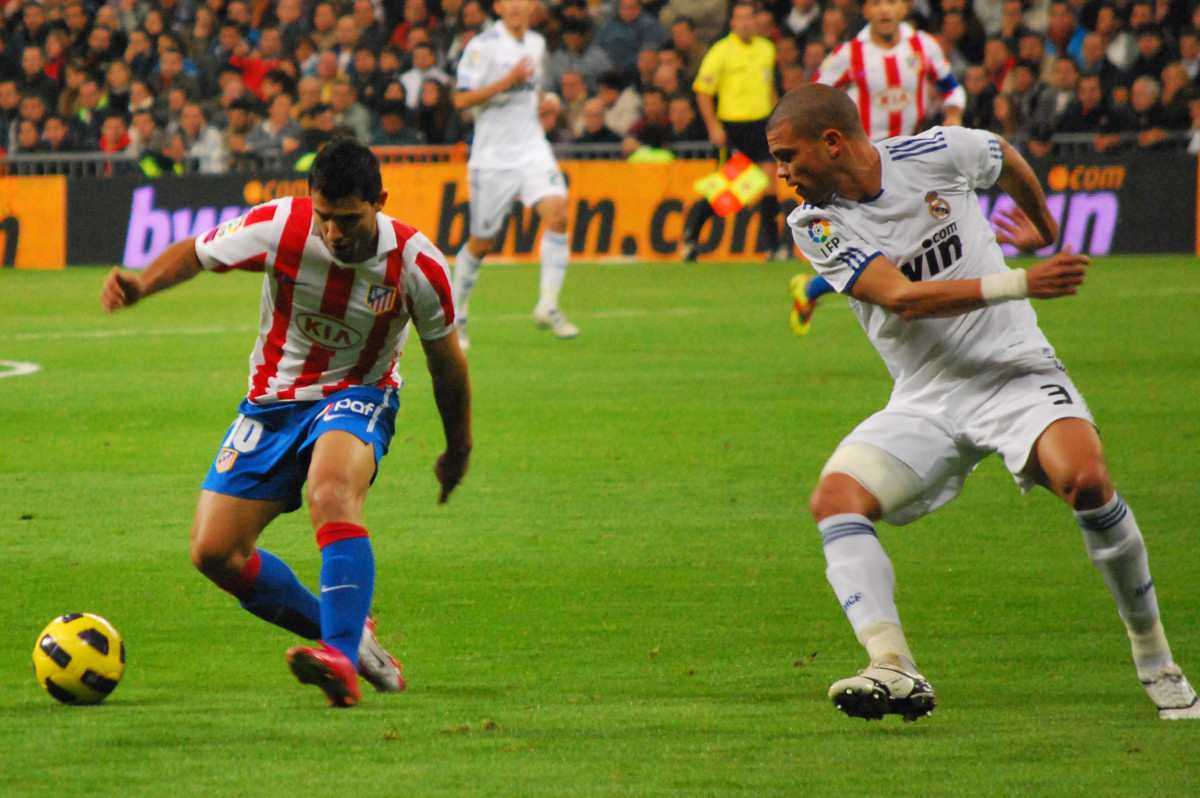
Agüero (trái; ảnh chụp với Pepe) với Atlético Madrid trong mùa giải 2010–11

Vào ngày 27 tháng 8 năm 2010, Atlético Madrid đã giành được UEFA Super Cup bằng cách đánh bại đội bóng được yêu thích nhất là Inter Milan với tỷ số 2–0. Agüero đã kiến tạo cho bàn mở tỷ số của José Antonio Reyes và sau đó ấn định chiến thắng bằng bàn thắng thứ hai. Vào ngày 4 tháng 1 năm 2011, Atlético Madrid xác nhận trên trang web chính thức của họ rằng Agüero đã ký một hợp đồng mới sẽ giữ anh ở lại câu lạc bộ cho đến năm 2014. Ngày hôm sau, anh được bổ nhiệm làm đội phó mới của Atlético, cùng với đối tác tấn công Diego Forlán. Mùa giải 2010–11 được cho là thành công nhất của Agüero cho Atlético, khi anh ấy ghi được 20 bàn thắng lần đầu tiên trong sự nghiệp của mình. Từ tháng 3 đến tháng 5 năm 2011, anh ấy đã có 7 lần ra sân liên tiếp để ghi bàn, một thành tích mà không cầu thủ nào ở châu Âu có thể sánh được trong mùa giải.  Trận đấu cuối cùng của Agüero cho Atlético diễn ra vào ngày 21 tháng 5 trước Mallorca, trận đấu mà anh đã đạt được hai cột mốc quan trọng. Trong chiến thắng 4–3, anh ấy đã ghi hat-trick đầu tiên trong sự nghiệp, bàn thắng thứ hai là bàn thắng thứ 100 của anh ấy cho Colchoneros. Tuy nhiên, việc không ăn mừng bất kỳ bàn thắng nào đã dẫn đến suy đoán rằng anh ấy sẽ rời câu lạc bộ.
Vào ngày 23 tháng 5 năm 2011, Agüero thông báo trên trang web chính thức của mình rằng anh ấy muốn rời Atlético và chính thức yêu cầu được giải phóng hợp đồng. Agüero sau đó đã nói chuyện với ESPN, nơi anh ấy tuyên bố rằng anh ấy sẽ "không trở lại Atlético". Cùng ngày Agüero chính thức trở thành cầu thủ của Manchester City, Atlético tổ chức trận đấu thuộc vòng loại Europa League 2011–12 gặp Strømsgodset IF, nơi một nhóm người hâm mộ Atlético giương cao biểu ngữ "Agüero, We Hope You Die" để phản ứng lại việc tiền đạo này chuyển đến Man City tại Vicente Calderón vào ngày 28 tháng 7 năm 2011, sau khi trước đó anh ấy đã tuyên bố mong muốn hết hạn hợp đồng với câu lạc bộ chỉ vài tuần trước khi yêu cầu chuyển nhượng. Sau khi anh ra đi, Atlético đã dùng số tiền bán Agüero để mua Radamel Falcao về làm người thay thế anh.

### Manchester City
Ngày 28 tháng 7 năm 2011, Manchester City xác nhận Agüero đã ký vào bản hợp đồng 5 năm với đội bóng. Mức phí được báo cáo vào khoảng 38 triệu £ (45 triệu €, 60 triệu $). Anh được trao số áo 16 trong mùa giải đầu tiên tại Man City với tên áo Kun Agüero.
Anh ghi bàn thắng quyết định mang lại chức vô địch ngoại hạng Anh cho Manchester City mùa giải 2011-2012. Ở mùa giải 2013-2014, anh đã lập 1 cú đúp trong trận thắng 4-1 trước Manchester United và sau đó Aguero cũng đã cùng Manchester City vô địch mùa bóng 2013-14 với thành tích 86 điểm và hơn đội á quân Liverpool 2 điểm, còn bản thân anh tuy hay chấn thương nhiều ở mùa đó nhưng anh cũng kịp ghi được 17 bàn thắng và kiến tạo 6 lần cho đồng đội lập công. Anh cùng câu lạc bộ giành được cú đúp danh hiệu: Ngoại hạng Anh và Cúp Liên đoàn anh vào mùa bóng thành công 2013-14 đó. Aguero dù chấn thương nhưng vẫn là chân sút hàng đầu của man city trên mọi mặt trận với 28 bàn thắng cùng 9 đường chuyền thành bàn chỉ sau hơn 30 lần ra sân. Trở lại với mùa bóng 2014-15, anh đã có được 17 bàn thắng sau 18 lần ra sân trên 3 mặt trận gồm: Ngoại hạng Anh, Cúp Liên đoàn và Champions League.
Vào ngày 12 tháng 4 năm 2015, trong trận derby Manchester mà Man City thua Man United với tỉ số 4–2 tại Old Trafford, Aguero đã ghi 2 bàn thắng thứ 99 và 100 cho câu lạc bộ Manchester City, gia nhập "nhóm 100" của làng bóng đá châu Âu.
Ngày 11 tháng 2 năm 2018, anh lập poker giúp đội nhà vùi dập Leicester City 5-1.
Vào ngày 11 tháng 2 năm 2019, anh lập hattrick thứ 11 của mình tại giải bóng đá ngoại hạng Anh trong trận đấu với Chelsea và cân bằng thành tích với Alan Shearer.
Vào ngày 12 tháng 1 năm 2020, El Kun có cú hattrick thứ 12 của mình tại giải bóng đá ngoại hạng Anh trong chiến thắng 6-1 trước Aston Villa.
Ngày 7 tháng 2 năm 2020, anh có lần thứ 7 được bầu là " Cầu thủ hay nhất tháng của Premier League".

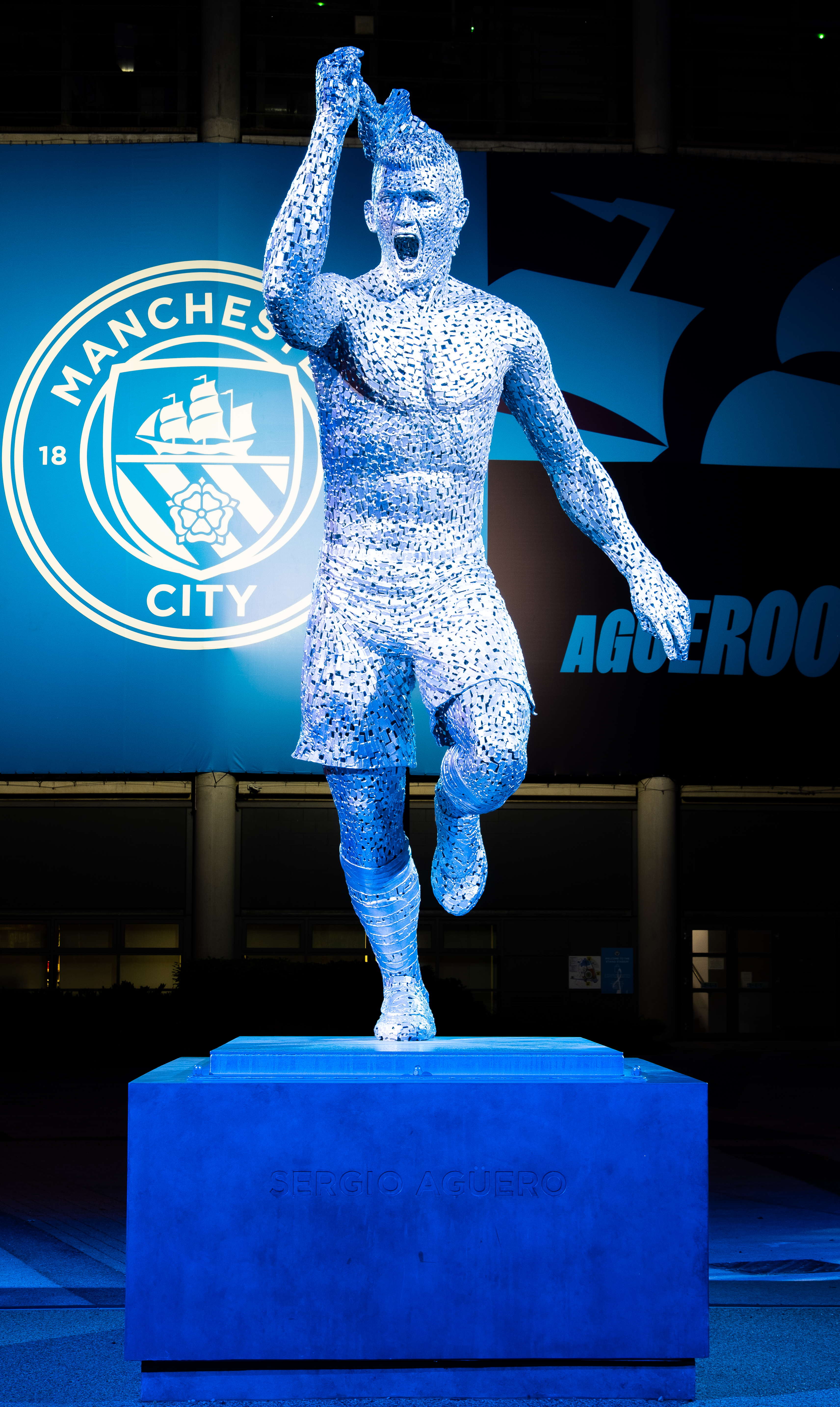
Bức tượng của Aguero trước Sân vận động Etihad

Đến cuối tháng 3 năm 2021, anh tuyên bố rằng anh sẽ rời câu lạc bộ theo dạng chuyển nhượng tự do trong kì chuyển nhượng mùa hè 2021.

### Barcelona và giải nghệ
— Sergio Agüero sau khi giải nghệ
Vào ngày 31 tháng 5 năm 2021, Agüero đồng ý ký hợp đồng với câu lạc bộ La Liga Barcelona theo hợp đồng hai năm bắt đầu từ ngày 1 tháng 7, với điều khoản mua đứt là 100 triệu euro. Vào ngày 17 tháng 10, anh ra mắt khi vào sân từ băng ghế dự bị trong chiến thắng 3–1 trên sân nhà trước Valencia. Trong trận El Clásico đầu tiên vào ngày 24 tháng 10, Agüero vào sân thay người ở phút 77, ghi bàn thắng đầu tiên cho câu lạc bộ ở phút cuối trận trong trận thua 1–2 trên sân nhà trước Real Madrid. Bảy ngày sau, anh ấy được đưa đến bệnh viện với tình trạng khó chịu ở ngực được chẩn đoán là rối loạn nhịp tim trong trận hòa 1–1 trên sân nhà trước Alavés. Vào tháng 11 năm 2021, có thông tin cho rằng anh ấy sẽ phải nghỉ thi đấu ít nhất ba tháng, nhưng vào ngày 15 tháng 12 năm 2021, Agüero tuyên bố từ giã sự nghiệp bóng đá theo lời khuyên của các bác sĩ, đồng thời cảm ơn những đội bóng mà anh ấy đã từng thi đấu.

## Sự nghiệp thi đấu quốc tế
Agüero được gọi vào đội tuyển Argentina lần đầu tiên trong trận giao hữu với Brasil thi đấu tại Sân vận động Emirates của Arsenal vào 3 tháng 9 năm 2006.
Anh từng khoác áo Argentina tham dự 3 kì Giải vô địch bóng đá trẻ thế giới. Cùng với các đồng đội trong đội hình giành huy chương vàng Olympics 2008 như Fernando Gago của Real Madrid và Lionel Messi của Barcelona, họ đoạt chức vô địch Giải vô địch bóng đá trẻ thế giới 2005 tại Hà Lan.
Tại Giải vô địch bóng đá U-20 thế giới 2007 tại Canada, Agüero ghi 2 bàn và góp công ở 3 bàn còn lại trong trận thắng 6-0 trước Panama ở trận thứ hai vòng bảng. Anh ghi bàn duy nhất trong trận thắng Bắc Triều Tiên bằng một cú sút phạt ở trận cuối vòng bảng. Ở vòng 16 đội, Agüero ghi 2 trong 3 bàn ở trận thắng Ba Lan. Trong trận chung kết gặp Séc, anh được đeo băng đội trưởng và có bàn thắng gỡ hoà 1-1 cho Argentina để cuối cùng đội nhà thắng chung cuộc 2-1, giành chức vô địch. Agüero giành danh hiệu Chiếc giày vàng (Vua phá lưới) của giải với 6 bàn, cùng danh hiệu Quả bóng vàng (Cầu thủ xuất sắc nhất giải).
Là thành viên của đội tuyển Olympic Argentina tại Olympic Bắc Kinh 2008, Agüero đã ghi 2 bàn thắng trong trận bán kết với Brasil vào 19 tháng 8 năm 2008.
Anh được huấn luyện viên Diego Maradona triệu tập tham dự World Cup 2010 tổ chức tại Nam Phi, đây cũng là giải đấu quốc tế đầu tiên trong sự nghiệp của anh. Tại giải đấu này, anh không ghi được bàn thắng nhưng đã thi đấu xuất sắc giúp Argentina lọt vào tứ kết nhưng để thua chung cuộc trước cỗ xe tăng Đức với tỉ số 0-4.
Tại Copa América 2011 tổ chức tại quê nhà Argentina, ở lượt trận đầu tiên bảng A gặp Bolivia, Agüero ghi bàn thắng gỡ hòa 1-1 để thoát khỏi trận thua trong ngày khai mạc giải đấu. Ở lượt trận cuối gặp Costa Rica, Agüero lập cú đúp giúp Argentina vượt qua Costa Rica với tỉ sổ 3-0. Đội tuyển Argentina sau đó lọt vào tứ kết nhưng thất bại trước Uruguay (đội sau đó đăng quang) với tỉ số 4-5 ở loạt đá penalty sau khi hai đội hòa 0-0 trong suốt 120 phút thi đấu.
Anh tiếp tục được huấn luyện viên Alejandro Sabella triệu tập tham dự World Cup 2014 tại Brasil, ở giải đấu này, anh không ghi được bàn thắng nào nhưng là một trong những cầu thủ thi đấu xuất sắc nhất giúp Argentina lọt vào trận chung kết và giành ngôi á quân sau khi để thua Đức với tỉ số 0-1.
Tại Copa América 2015 tổ chức tại Chile, ở lượt trận thứ hai gặp Paraguay, Agüero ghi bàn thắng mở tỉ số ở giải đấu này nhưng sau đó để đối thủ cầm chân với tỉ số 2-2. Ở lượt trận thứ hai gặp Uruguay, anh chỉ ghi một bàn thắng duy nhất trong trận thắng 1-0 trước Uruguay, giải đấu mà tiền đạo Luis Suárez bên phía đối phương không được tham dự giải đấu này do chịu án phạt cấm thi đấu 1 năm cho đội tuyển quốc gia Uruguay bởi FIFA vì hành vi cắn vào vai hậu vệ Giorgio Chiellini của Ý ở World Cup 2014. Ở vòng bán kết, Agüero ghi được một bàn thắng trong trận thắng đậm 6-1 trước Paraguay giúp Argentina lọt vào trận chung kết và thất bại trước chủ nhà Chile với tỉ số 1-4 bằng loạt đá penalty sau khi hai đội hòa 0-0 trong suốt 120 phút thi đấu chính thức.
Tại Copa América Centenario tổ chức tại Hoa Kỳ, ở lượt trận thứ hai gặp Panama, Agüero ghi bàn thắng quyết định giúp Argentina vượt qua đối thủ với tỉ số đậm 5-0. Đội tuyển Argentina sau đó lọt vào trận chung kết thứ hai liên tiếp và lặp lại thành tích tương tự như Copa América 2015, dù Agüero thực hiện thành công quả penalty thứ hai.
Anh tiếp tục được huấn luyện viên Jorge Sampaoli triệu tập tham dự World Cup 2018 tổ chức tại Nga. Ở lượt trận đầu tiên gặp tân binh Iceland, Agüero là người bàn thắng mở tỉ số trước nhưng sau đó để đối thủ cầm chân với tỉ số 1-1. Anh tiếp tục ra sân trong 2 trận còn lại gặp Croatia và Nigeria, giúp đội tuyển Argentina đứng nhì bảng D với 4 điểm, lọt vào vòng 16 đội nhưng để thua Pháp với tỉ số 3-4, trong đó Agüero ghi bàn thắng cuối cùng ở những phút bù giờ cuối cùng.
Ở lượt trận cuối bảng B Copa América 2019 tại Brasil, Agüero đã ghi bàn thắng cuối cùng giúp Argentina có được chiến thắng 2-0 trước đối thủ khách mời châu Á là Qatar, qua đó vuơn lên vị trí thứ 2 bảng C với 4 điểm và lọt vào tứ kết. Trong trận tranh giải ba với Chile, anh đã ghi bàn thắng mở tỉ số trong trận đấu này, chung cuộc Argentina kết thúc giải với vị trí thứ ba chung cuộc.
Tại Copa América 2021, Agüero cùng đội tuyển Argentina giành chức vô địch lần thứ 15 sau khi vượt qua người hàng xóm Brasil với tỉ số 1–0. Đồng thời đây là giải đấu quốc tế cuối cùng trong sự nghiệp của anh.

## Thống kê sự nghiệp

### Câu lạc bộ
Tính đến ngày 15 tháng 12 năm 2021
| Câu lạc bộ          | Mùa giải            | Giải quốc nội              | Giải quốc nội | Giải quốc nội | Cúp quốc gia | Cúp quốc gia | Cúp liên đoàn | Cúp liên đoàn | Châu lục | Châu lục | Khác | Khác | Tổng cộng | Tổng cộng |
| Câu lạc bộ          | Mùa giải            | Hạng                       | Trận          | Bàn           | Trận         | Bàn          | Trận          | Bàn           | Trận     | Bàn      | Trận | Bàn  | Trận      | Bàn       |
| ------------------- | ------------------- | -------------------------- | ------------- | ------------- | ------------ | ------------ | ------------- | ------------- | -------- | -------- | ---- | ---- | --------- | --------- |
| Independiente       | 2002–03             | Argentine Primera División | 1             | 0             | —            | —            | —             | —             | 0        | 0        | —    | —    | 1         | 0         |
| Independiente       | 2003–04             | Argentine Primera División | 5             | 0             | —            | —            | —             | —             | 2        | 0        | —    | —    | 7         | 0         |
| Independiente       | 2004–05             | Argentine Primera División | 12            | 5             | —            | —            | —             | —             | 0        | 0        | —    | —    | 12        | 5         |
| Independiente       | 2005–06             | Argentine Primera División | 36            | 18            | —            | —            | —             | —             | 0        | 0        | —    | —    | 36        | 18        |
| Independiente       | Tổng cộng           | Tổng cộng                  | 54            | 23            | —            | —            | —             | —             | 2        | 0        | —    | —    | 56        | 23        |
| Atlético de Madrid  | 2006–07             | La Liga                    | 38            | 6             | 4            | 1            | —             | —             | 0        | 0        | —    | —    | 42        | 7         |
| Atlético de Madrid  | 2007–08             | La Liga                    | 37            | 19            | 4            | 2            | —             | —             | 9        | 6        | —    | —    | 50        | 27        |
| Atlético de Madrid  | 2008–09             | La Liga                    | 37            | 17            | 1            | 0            | —             | —             | 9        | 4        | —    | —    | 47        | 21        |
| Atlético de Madrid  | 2009–10             | La Liga                    | 31            | 12            | 7            | 1            | —             | —             | 16       | 6        | —    | —    | 54        | 19        |
| Atlético de Madrid  | 2010–11             | La Liga                    | 32            | 20            | 4            | 3            | —             | —             | 4        | 3        | 1    | 1    | 41        | 27        |
| Atlético de Madrid  | Tổng cộng           | Tổng cộng                  | 175           | 74            | 20           | 7            | —             | —             | 38       | 19       | 1    | 1    | 234       | 101       |
| Manchester City     | 2011–12             | Premier League             | 34            | 23            | 1            | 1            | 3             | 1             | 10       | 5        | 0    | 0    | 48        | 30        |
| Manchester City     | 2012–13             | Premier League             | 30            | 12            | 4            | 3            | 0             | 0             | 5        | 2        | 1    | 0    | 40        | 17        |
| Manchester City     | 2013–14             | Premier League             | 23            | 17            | 3            | 4            | 2             | 1             | 6        | 6        | —    | —    | 34        | 28        |
| Manchester City     | 2014–15             | Premier League             | 33            | 26            | 1            | 0            | 1             | 0             | 7        | 6        | 0    | 0    | 42        | 32        |
| Manchester City     | 2015–16             | Premier League             | 30            | 24            | 1            | 1            | 4             | 2             | 9        | 2        | —    | —    | 44        | 29        |
| Manchester City     | 2016–17             | Premier League             | 31            | 20            | 5            | 5            | 1             | 0             | 8        | 8        | —    | —    | 45        | 33        |
| Manchester City     | 2017–18             | Premier League             | 25            | 21            | 3            | 2            | 4             | 3             | 7        | 4        | —    | —    | 39        | 30        |
| Manchester City     | 2018–19             | Premier League             | 33            | 21            | 2            | 2            | 3             | 1             | 7        | 6        | 1    | 2    | 46        | 32        |
| Manchester City     | 2019–20             | Premier League             | 24            | 16            | 2            | 2            | 3             | 3             | 3        | 2        | 0    | 0    | 32        | 23        |
| Manchester City     | 2020–21             | Premier League             | 12            | 4             | 0            | 0            | 1             | 0             | 7        | 2        | 0    | 0    | 20        | 6         |
| Manchester City     | Tổng cộng           | Tổng cộng                  | 275           | 184           | 22           | 20           | 22            | 11            | 69       | 43       | 2    | 2    | 390       | 260       |
| Barcelona           | 2021–22             | La Liga                    | 4             | 1             | 0            | 0            | —             | —             | 1        | 0        | 0    | 0    | 5         | 1         |
| Tổng cộng sự nghiệp | Tổng cộng sự nghiệp | Tổng cộng sự nghiệp        | 504           | 281           | 42           | 27           | 22            | 11            | 109      | 62       | 3    | 3    | 680       | 384       |

Chú thích
1. ↑  Bao gồm Copa del Rey và FA Cup
2. ↑  Bao gồm UEFA Champions League, UEFA Europa League, UEFA Intertoto Cup và Copa Libertadores
3. ↑  Bao gồm FA Community Shield, Supercopa de España và UEFA Super Cup

### Đội tuyển quốc gia
Tính đến 3 tháng 7 năm 2021.
| Argentina | Argentina | Argentina |
| Năm       | Trận      | Bàn       |
| --------- | --------- | --------- |
| 2006      | 2         | 0         |
| 2007      | 4         | 1         |
| 2008      | 9         | 4         |
| 2009      | 6         | 2         |
| 2010      | 5         | 2         |
| 2011      | 8         | 5         |
| 2012      | 7         | 2         |
| 2013      | 8         | 5         |
| 2014      | 10        | 1         |
| 2015      | 10        | 10        |
| 2016      | 11        | 1         |
| 2017      | 4         | 2         |
| 2018      | 5         | 3         |
| 2019      | 8         | 3         |
| 2021      | 4         | 0         |
| Tổng cộng | 101       | 41        |

### Bàn thắng quốc tế
Tính đến 18 tháng 11 năm 2019. Tỷ số của Argentina viết trước.
| #  | Ngày                 | Địa điểm                                                                  | Đối thủ              | Bàn thắng | Kết quả | Giải đấu                 |
| -- | -------------------- | ------------------------------------------------------------------------- | -------------------- | --------- | ------- | ------------------------ |
| 1  | 17 tháng 11 năm 2007 | Sân vận động Monumental Antonio Vespucio Liberti, Buenos Aires, Argentina | Bolivia              | 1–0       | 3–0     | Vòng loại World Cup 2010 |
| 2  | 26 tháng 3 năm 2008  | Sân vận động Quốc tế Cairo, Cairo, Ai Cập                                 | Ai Cập               | 1–0       | 2–0     | Giao hữu                 |
| 3  | 4 tháng 6 năm 2008   | Sân vận động Qualcomm, San Diego, Hoa Kỳ                                  | México               | 4–1       | 4–1     | Giao hữu                 |
| 4  | 6 tháng 9 năm 2008   | Sân vận động Monumental Antonio Vespucio Liberti, Buenos Aires, Argentina | Paraguay             | 1–1       | 1–1     | Vòng loại World Cup 2010 |
| 5  | 11 tháng 10 năm 2008 | Sân vận động Monumental Antonio Vespucio Liberti, Buenos Aires, Argentina | Uruguay              | 2–0       | 2–1     | Vòng loại World Cup 2010 |
| 6  | 28 tháng 3 năm 2009  | Sân vận động Monumental Antonio Vespucio Liberti, Buenos Aires, Argentina | Venezuela            | 4–0       | 4–0     | Vòng loại World Cup 2010 |
| 7  | 12 tháng 8 năm 2009  | Sân vận động Lokomotiv, Moscow, Nga                                       | Nga                  | 1–1       | 3–2     | Giao hữu                 |
| 8  | 24 tháng 5 năm 2010  | Sân vận động Monumental Antonio Vespucio Liberti, Buenos Aires, Argentina | Canada               | 5–0       | 5–0     | Giao hữu                 |
| 9  | 7 tháng 9 năm 2010   | Sân vận động Monumental Antonio Vespucio Liberti, Buenos Aires, Argentina | Tây Ban Nha          | 4–1       | 4–1     | Giao hữu                 |
| 10 | 20 tháng 6 năm 2011  | Sân vận động Monumental Antonio Vespucio Liberti, Buenos Aires, Argentina | Albania              | 3–0       | 4–0     | Giao hữu                 |
| 11 | 1 tháng 7 năm 2011   | Sân vận động Ciudad de La Plata, La Plata, Argentina                      | Bolivia              | 1–1       | 1–1     | Copa América 2011        |
| 12 | 11 tháng 7 năm 2011  | Sân vận động Mario Alberto Kempes, Córdoba, Argentina                     | Costa Rica           | 1–0       | 3–0     | Copa América 2011        |
| 13 | 11 tháng 7 năm 2011  | Sân vận động Mario Alberto Kempes, Córdoba, Argentina                     | Costa Rica           | 2–0       | 3–0     | Copa América 2011        |
| 14 | 15 tháng 11 năm 2011 | Sân vận động đô thị Roberto Meléndez, Barranquilla, Colombia              | Colombia             | 2–1       | 2–1     | Vòng loại World Cup 2014 |
| 15 | 2 tháng 6 năm 2012   | Sân vận động Monumental Antonio Vespucio Liberti, Buenos Aires, Argentina | Ecuador              | 1–0       | 4–0     | Vòng loại World Cup 2014 |
| 16 | 12 tháng 10 năm 2012 | Sân vận động Malvinas Argentinas, Mendoza, Argentina                      | Uruguay              | 2–0       | 3–0     | Vòng loại World Cup 2014 |
| 17 | 6 tháng 2 năm 2013   | Friends Arena, Solna, Thụy Điển                                           | Thụy Điển            | 2–1       | 3–2     | Giao hữu                 |
| 18 | 11 tháng 6 năm 2013  | Sân vận động Olympic Atahualpa, Quito, Ecuador                            | Ecuador              | 1–0       | 1–1     | Vòng loại World Cup 2014 |
| 19 | 10 tháng 9 năm 2013  | Sân vận động Defensores del Chaco, Asunción, Paraguay                     | Paraguay             | 2–1       | 5–2     | Vòng loại World Cup 2014 |
| 20 | 18 tháng 11 năm 2013 | Sân vận động Busch, St. Louis, Hoa Kỳ                                     | Bosna và Hercegovina | 1–0       | 2–0     | Giao hữu                 |
| 21 | 18 tháng 11 năm 2013 | Sân vận động Busch, St. Louis, Hoa Kỳ                                     | Bosna và Hercegovina | 2–0       | 2–0     | Giao hữu                 |
| 22 | 3 tháng 9 năm 2014   | Esprit Arena, Düsseldorf, Đức                                             | Đức                  | 1–0       | 4–2     | Giao hữu                 |
| 23 | 31 tháng 3 năm 2015  | Sân vận động MetLife, East Rutherford, New Jersey, Hoa Kỳ                 | Ecuador              | 1–0       | 2–1     | Giao hữu                 |
| 24 | 6 tháng 6 năm 2015   | Sân vận động San Juan del Bicentenario, San Juan, Argentina               | Bolivia              | 2–0       | 5–0     | Giao hữu                 |
| 25 | 6 tháng 6 năm 2015   | Sân vận động San Juan del Bicentenario, San Juan, Argentina               | Bolivia              | 3–0       | 5–0     | Giao hữu                 |
| 26 | 6 tháng 6 năm 2015   | Sân vận động San Juan del Bicentenario, San Juan, Argentina               | Bolivia              | 4–0       | 5–0     | Giao hữu                 |
| 27 | 13 tháng 6 năm 2015  | Sân vận động La Portada, La Serena, Chile                                 | Paraguay             | 1–0       | 2–2     | Copa América 2015        |
| 28 | 16 tháng 6 năm 2015  | Sân vận động La Portada, La Serena, Chile                                 | Uruguay              | 1–0       | 1–0     | Copa América 2015        |
| 29 | 30 tháng 6 năm 2015  | Sân vận động Municipal de Concepción, Concepción, Chile                   | Paraguay             | 5–1       | 6–1     | Copa América 2015        |
| 30 | 4 tháng 9 năm 2015   | Sân vận động BBVA Compass, Houston, Hoa Kỳ                                | Bolivia              | 2–0       | 7–0     | Giao hữu                 |
| 31 | 4 tháng 9 năm 2015   | Sân vận động BBVA Compass, Houston, Hoa Kỳ                                | Bolivia              | 4–0       | 7–0     | Giao hữu                 |
| 32 | 8 tháng 9 năm 2015   | Sân vận động AT&T, Dallas, Hoa Kỳ                                         | México               | 1–2       | 2–2     | Giao hữu                 |
| 33 | 10 tháng 6 năm 2016  | Soldier Field, Chicago, Hoa Kỳ                                            | Panamá               | 5–0       | 5–0     | Copa América Centenario  |
| 34 | 11 tháng 11 năm 2017 | Sân vận động Luzhniki, Moscow, Nga                                        | Nga                  | 1–0       | 1–0     | Giao hữu                 |
| 35 | 14 tháng 11 năm 2017 | Sân vận động Krasnodar, Krasnodar, Nga                                    | Nigeria              | 2–0       | 2–4     | Giao hữu                 |
| 36 | 29 tháng 5 năm 2018  | Sân vận động Alberto J. Armando, Buenos Aires, Argentina                  | Nigeria              | 4–0       | 4–0     | Giao hữu                 |
| 37 | 16 tháng 6 năm 2018  | Otkrytiye Arena, Moscow, Nga                                              | Iceland              | 1–0       | 1–1     | World Cup 2018           |
| 38 | 30 tháng 6 năm 2018  | Kazan Arena, Kazan, Nga                                                   | Pháp                 | 3–4       | 3–4     | World Cup 2018           |
| 39 | 23 tháng 6 năm 2019  | Arena do Grêmio, Porto Alegre, Brasil                                     | Qatar                | 2–0       | 2–0     | Copa América 2019        |
| 40 | 6 tháng 7 năm 2019   | Arena Corinthians, São Paulo, Brasil                                      | Chile                | 1–0       | 2–1     | Copa América 2019        |
| 41 | 18 tháng 11 năm 2019 | Sân vận động Bloomfield, Tel Aviv, Israel                                 | Uruguay              | 1–1       | 2–2     | Giao hữu                 |

## Danh hiệu

### Câu lạc bộ

#### Atlético Madrid
- UEFA Europa League: 2009–10[87]
- UEFA Super Cup: 2010[88]
- Á quân Copa del Rey: 2009–10[89]

#### Manchester City
- Premier League: 2011–12, 2013–14, 2017–18, 2018–19, 2020–21[4]
- FA Cup: 2018–19;[90] Á quân: 2012–13[91]
- Football League/EFL Cup: 2013–14,[92] 2015–16,[93] 2017–18,[94] 2018–19,[95] 2019–20,[96] 2020–21[97]
- FA Community Shield: 2012,[98] 2018,[99] 2019[100]
- Á quân UEFA Champions League: 2020–21[101]

### Quốc tế

#### U-20 Argentina
- FIFA U-20 World Cup: 2005, 2007[102]

#### U-23 Argentina
- Huy chương Vàng Thế vận hội Mùa hè: 2008[102]

#### Argentina
- Á quân FIFA World Cup: 2014[103]
- Copa América: 2021

### Giải thưởng
- FIFA Young Player of the Year: 2007
- FIFA U-20 World Cup Top Scorer: 2007
- FIFA U-20 World Cup Player of the Tournament: 200
- La Liga Ibero-American Player of the Year: 2008
- Don Balón Award: 2008
- Tuttosport Golden Boy: 2007[175][176]
- Etihad Player of The Year: 2012
- Etihad Goal of the Season: 2012
- Premier League Player of the Month: October 2013
- Football Supporters' Federation Player of the Year: 2014 Gg